# GOPOSTAL
GOPOSTAL（ゴーポスタル）は、2002年に結成された日本のメロディック・パンクバンドである。

## 略歴
90年代後半、米メロディック・パンクシーンで活動していた日下 太介 (PUNKDAISUKE) がカリフォルニア、サクラメントで2000年に結成したJIGENが前身バンドになる。2002年に活動拠点を東京に移しメンバーチェンジを得てGOPOSTALとして日本インディーズシーンで本格的に活動を開始する。
NO USE FOR A NAMEのような哀愁系メロコアに色濃く影響を受けつつも当時の多くの日本のバンドとは異なり、英詞ではなく日本詞で歌うというジャンルを確立したパンクバンドの一つ。2003年の1stシングル以降、自主レーベルから数枚シングルをリリース後、2006年以降はBackbone Factoryに所属していた。

## メンバー
- 日下 太介/PUNKDAISUKE (クサカ ダイスケ / パンクダイスケ) ： ボーカル・ギター
- 杉本 将章 (スギモト マサアキ) ： コーラス・リードギター
- 古川 淳志 (フルカワ アツシ) ： ベース
- 加藤 陽平 （カトウ ヨウヘイ）： ドラムス・コーラス

### 過去のメンバー
- 鈴木 寿幸 ： ドラムス
- 戸川 薫 ： ドラムス・コーラス

## ディスコグラフィー
1. WORK OVERLOAD (2004/7/28)
2. Formatting The Mental System　(2006/10/20) https://artist.cdjournal.com/d/formatting-the-mental-system/4106081596
3. @united「TOKYO MELODIC ATTACK!」 [DVD] (2007/08/08) https://www.indiesmusic.com/item/?id=17737